# Тарасовка (Прилукский район)

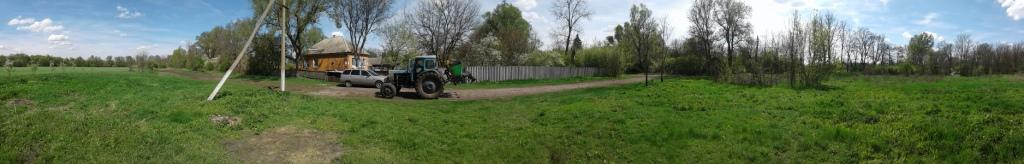

Тарасовка (укр. Тарасівка) — село в Прилукском районе Черниговской области Украины. Население — 1 человек.
Занимает площадь 0,446 км².
Код КОАТУУ: 7424187303. Почтовый индекс: 17561. Телефонный код: +380 4637.

## Власть
Орган местного самоуправления — Поддубовский сельский совет. Почтовый адрес: 17562, Черниговская обл., Прилукский р-н, с. Поддубовка, ул. Ивановская, 45. Тел.: +380 (4637) 68-3-27.